# Travis County
Das Travis County ist ein County im US-Bundesstaat Texas der Vereinigten Staaten. Das U.S. Census Bureau hat bei der Volkszählung 2020 eine Einwohnerzahl von 1.290.188 ermittelt. Der Verwaltungssitz (County Seat) ist Austin, was zugleich die Hauptstadt von Texas ist.

## Geographie
Das County liegt etwa 150 km südöstlich des geographischen Zentrums von Texas und hat eine Fläche von 2647 Quadratkilometern, wovon 85 Quadratkilometer Wasserfläche sind. Es grenzt im Uhrzeigersinn an folgende Countys: Williamson County, Bastrop County, Caldwell County, Hays County, Blanco County und Burnet County. Das County ist das Zentrum der Region Greater Austin.

## Geschichte
Travis County wurde 1840 aus Teilen des Bastrop County gebildet. Benannt wurde es nach William Barret Travis, einem Kommandeur und Verteidiger von Alamo.

## Demografische Daten

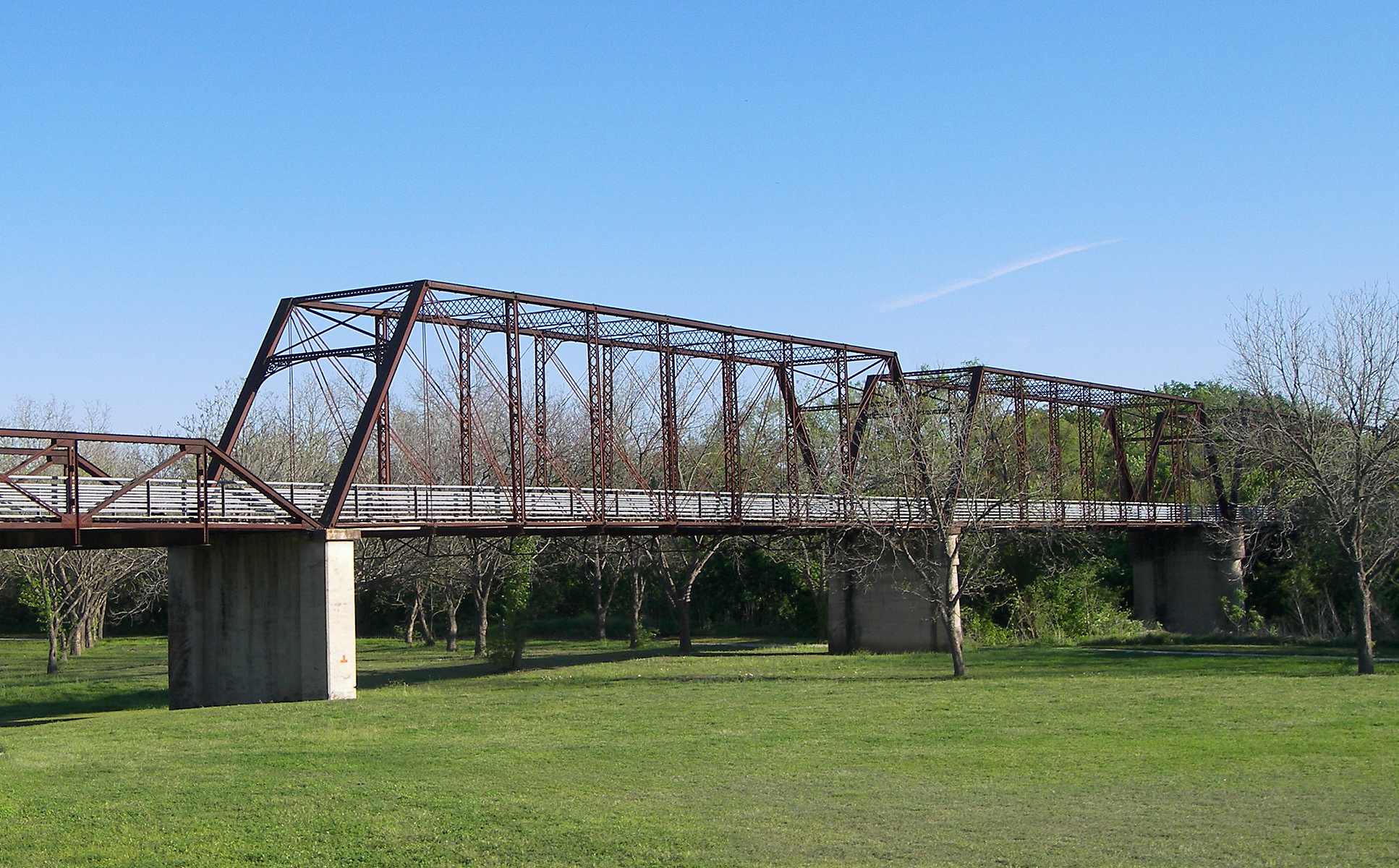
Die Moores Crossing Bridge

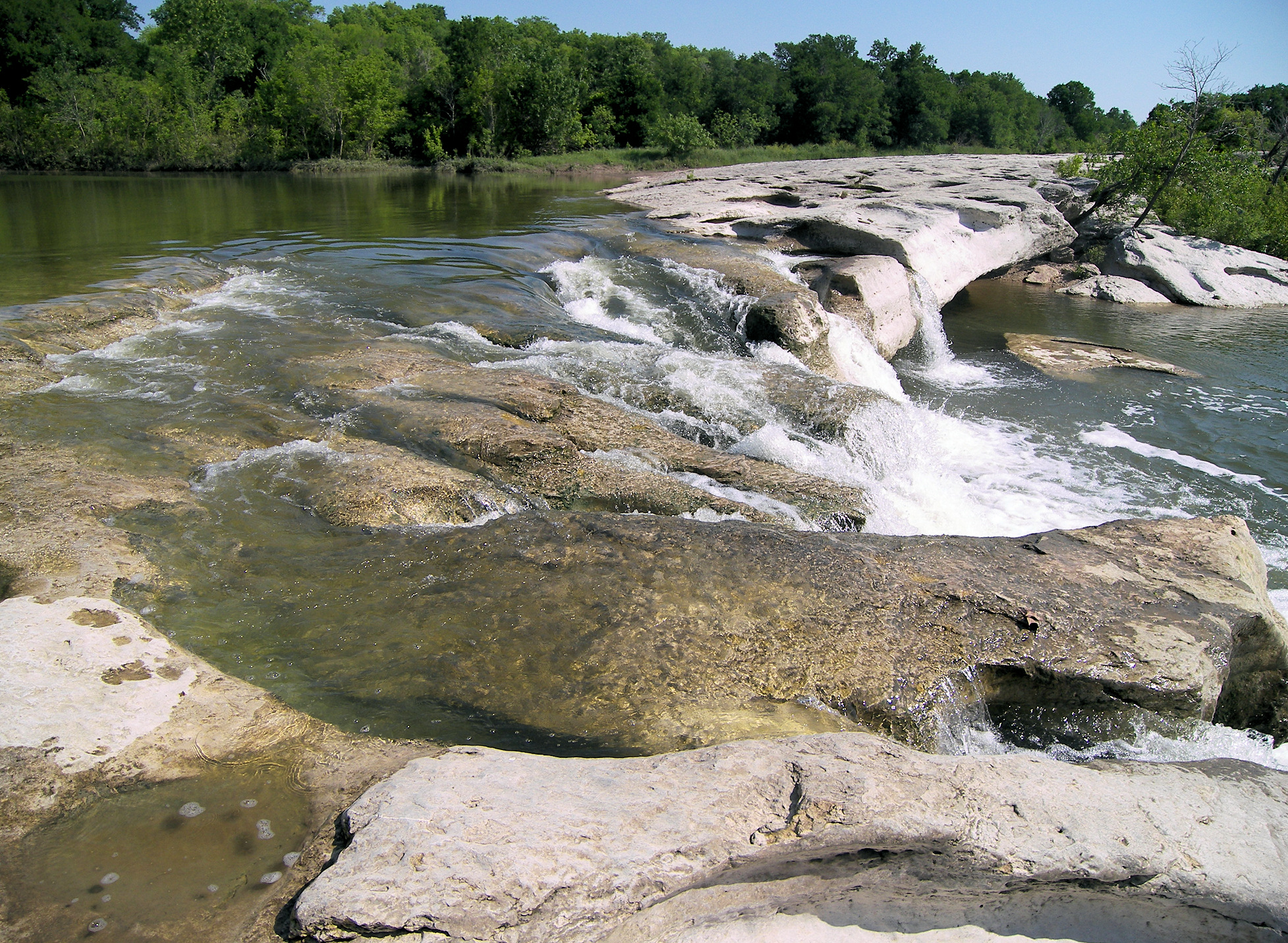
Der McKinney Falls State Park

Nach der Volkszählung im Jahr 2000 lebten im Travis County 812.280 Menschen in 320.766 Haushalten und 183.798 Familien. Die Bevölkerungsdichte betrug 317 Einwohner pro Quadratkilometer. Ethnisch betrachtet setzte sich die Bevölkerung zusammen aus 68,21 Prozent Weißen, 9,26 Prozent Afroamerikanern, 0,58 Prozent amerikanischen Ureinwohnern, 4,47 Prozent Asiaten, 0,07 Prozent Bewohnern aus dem pazifischen Inselraum und 14,56 Prozent aus anderen ethnischen Gruppen; 2,85 Prozent stammten von zwei oder mehr Ethnien ab. 28,20 Prozent der Einwohner waren spanischer oder lateinamerikanischer Abstammung.
Von den 320.766 Haushalten hatten 29,3 Prozent Kinder oder Jugendliche, die mit ihnen zusammen lebten. 42,6 Prozent waren verheiratete, zusammenlebende Paare 10,4 Prozent waren allein erziehende Mütter und 42,7 Prozent waren keine Familien. 30,1 Prozent waren Singlehaushalte und in 4,4 Prozent lebten Menschen im Alter von 65 Jahren oder darüber. Die durchschnittliche Haushaltsgröße betrug 2,47 und die durchschnittliche Familiengröße betrug 3,15 Personen.
23,8 Prozent der Bevölkerung war unter 18 Jahre alt, 14,7 Prozent zwischen 18 und 24, 36,5 Prozent zwischen 25 und 44, 18,2 Prozent zwischen 45 und 64 und 6,7 Prozent waren 65 Jahre alt oder älter. Das Durchschnittsalter betrug 30 Jahre. Auf 100 weibliche Personen kamen 104,9 männliche Personen und auf 100 Frauen im Alter von 18 Jahren oder darüber kamen 104,5 Männer.
Das jährliche Durchschnittseinkommen eines Haushalts betrug 46.761 USD, das Durchschnittseinkommen einer Familie betrug 58.555 USD. Männer hatten ein Durchschnittseinkommen von 37.242 USD, Frauen 30.452 USD. Das Prokopfeinkommen betrug 25.883 USD. 7,7 Prozent der Familien und 12,5 Prozent der Einwohner lebten unterhalb der Armutsgrenze.

## Städte und Gemeinden
- Austin
- Balcones
- Bee Caves
- Bluff Springs
- Briarcliff
- Camp Mabry
- Cele
- Circleville
- Colton
- Daffan
- Del Valle
- Dessau
- Elroy
- Four Points
- Garfield
- Gregg
- Hornsby Bend
- Hudson Bend
- Jonestown
- Kimbro
- Lago Vista
- Lakeway
- Leander
- Manchaca
- Manda
- Manor
- Marshall Ford
- McNeil
- Montopolis
- Moores Crossing
- New Sweden
- Oak Hill
- Pflugerville
- Pilot Knob
- Rollingwood
- San Leanna
- Spicewood
- Sprinkle
- Sunset Valley
- Tarrytown
- Travis Heights
- Webberville
- West Lake Hills
- Westlake